# ハリウッド的殺人事件
『ハリウッド的殺人事件』（ハリウッドてきさつじんじけん、原題：Hollywood Homicide）は、2003年に公開されたハリウッド映画。

## 概要
内容はいわゆるバディムービーと呼ばれる、刑事コンビが活躍して事件を解決すると言うありふれた内容。ただし通常の刑事作品と異なるのは主役のコンビが二人とも副業を抱えており、その副業に絡んだ悩みや複雑な思いに振り回されつつ捜査を進めていくと言う点。シリアスなサスペンスや警察映画ではなく、全体的にドタバタ喜劇の様相を呈している。
脚本のロバート・ソウザはロス市警の元警官で、殺人課で14年間勤務した経験を持つ。現役当時の彼は、主役の一人であるギャビランと同じように不動産仲介業を副業としていた。また彼の当時の相棒は、もう一人の主役であるコールデンのような俳優志望で、脚本と写真を持ち歩いて常にチャンスを探していたと言う。またソウザ自身も内務調査課に目を付けられ、追及を受けたことがあった。これらソウザの実体験は脚本に活かされている。
アメリカでは警察官の副業は、制約があるものの基本的には禁じられていない。ソウザのように不動産仲介を行うものだけでなく、警官の技能を活かして探偵業を営むものも多い。

## あらすじ
ロサンゼルス市内のクラブで銃撃事件が発生し、出番を終えたばかりのヒップホップグループ「H2Oクリック」のメンバーが殺害された。捜査担当となったジョー・ギャビランとK・C・コールデンは現場の状況から、銃撃事件がこのメンバーらを暗殺するためのものと断定し捜査をすすめていく。
ところが捜査はそう順調ではなかった。二人はそれぞれ悩みを抱えていたからだ。ギャビランは副業で不動産業を営んでいるが、抱えた物件が捌けずに苦しんでいた。コールデンはヨガ教室を営んでいてなかなかの副収入を得ており、また生徒の美女たちとそれなりに楽しい生活をすごしていたが、役者になると言う夢にこだわりを持っており、また銃の扱いが下手であるなど刑事としての才能のなさでも苦労していた。ギャビランはなんとか大きい取引を纏めたいと腐心し、コールデンは目前に迫った自主制作の舞台に向けて気が気でない。そんな二人にチャンスが訪れる。コールデンの教室に通う女性のツテで、自宅の豪邸を売りたいと言う大物プロデューサーと知り合うことができたのだ。ギャビランにしてみればこの取引を纏めれば、相当の手数料を手に入れることが出来る。一方で役者を目指すコールデンにしてみると、大物に自分の演技を見てもらうまたとない機会。捜査の傍ら訪れたプロデューサー宅で、ギャビランは72時間の独占交渉権を得る。またコールデンはとりあえず舞台のチケットとパンフレットをおいてくることに成功した。
本業（か副業か分からない）の捜査はというと、コールデンがH2Oクリックの解剖結果を知る為に訪れた検死所で進展が見られた。たまたまその日に収容されていた別の焼死体が、クラブで見つかった遺留品と同じピアスをつけており、また靴のサイズがクラブ銃撃事件の犯人のものと思われる足跡と一致したのだ。つまりH2Oクリック殺害犯が焼死したということになる。こうしてコールデンとギャビランは、副業と本業とを掛け持ちしつつ事件の真相に迫っていく。そこにはメジャーレーベルを巡る闇が存在していた。それと同時に、ギャビランを半分私怨で追いかける内務調査部のマッコに二人は振り回され、事件は文字通りドタバタの様相を呈するのだった。
「H2Oクリック」の殺害現場から逃げ出したK・ローを探し出し、真相にたどり着くギャビランとコールデン。「H2Oクリック」は勝手に移籍して元の所属会社に多大な損害を与えた為に、社長であるサルテインによって見せしめとして抹殺されたのだ。実行犯のチンピラを雇ったのは、サルテインのアドバイザーこと用心棒のワスリーだった。元刑事のワスリーは親しいマッコを利用してギャビランらの捜査を妨害し、更に、警官だったコールデンの父が潜入捜査で不審な死を遂げた時の相棒でもあった。
サルテインとワスリーが同乗している車を見つけ、壮大なカーチェイスで追跡するギャビランとコールデン。サルテインはギャビランによってビルの屋上に追い詰められ、報道ヘリコプターの注視の中で転落死した。ワスリーを追ったコールデンは、一時は銃を向けられ窮地に陥ったが、ワスリーが語る事件の真相と、父を殺害したという証言も録音した上で彼を逮捕した。
ギャビランを客席に招いて念願の舞台に立つコールデン。だが、事件の発生で呼び出されるとコールデンは芝居を切り詰め、ギャビランと共に現場に向かった。

## キャスト

### ロサンゼルス市警察
ジョー・ギャビラン
演 - ハリソン・フォード、日本語吹替 - 磯部勉
主役の一人。ハリウッド警察署強盗殺人課の刑事。副業で不動産仲介業を営んでいるが、全財産をつぎ込んで購入した物件が捌けなくて困っている。
K・C・コールデン
演 - ジョシュ・ハートネット、日本語吹替 - 宮本充
主役の一人でギャビランの相棒。副業でヨガ教室を営んでおり、これが好評で生徒は絶えない。しかも生徒は女優やモデルのように美しい女性ばかりで、彼女らと個人的に色々と楽しんでいる。さらに授業料は寄付扱いになるので非課税。ギャビランと比べれば恵まれた環境にいるが、本人は俳優になる夢を抱えており、これを何とか達成したいと願っている。金曜日にミニシアターで『欲望という名の電車』の座長公演を予定している。射撃能力は極めて低く、人型の訓練用標的を撃ってもまともに当たらない。
父親もロス市警の刑事だったが、潜入捜査中に殉職した。
レオン
演 - キース・デイヴィッド、日本語吹替 - 石塚運昇
ギャビランとコールデンの直属の上司。ハリウッド警察署刑事課長。
プレストン
演 - アラン・デイル
ハリウッド警察署の署長。
ワンダ
演 - ルー・ダイアモンド・フィリップス
見た目は娼婦だが、実は女装した男性の刑事。娼婦を狙った連続暴行犯を検挙するために囮になっている。ギャビランとは旧知で、彼に捜査上のヒントを与える。
バーナード・"ベニー"・マッコ警部補
演 - ブルース・グリーンウッド、日本語吹替 - 森田順平
内務捜査課の刑事。以前、ギャビランに不当逮捕を立証されたことから、彼を私怨で追っている。またかつての恋人が今はギャビランと付き合っていることを知り、私怨はさらに燃え上がる。あだ名は「ザ・処刑人」。
ジャクソン刑事
演 - メレディス・スコット・リン、日本語吹替 - 安藤麻吹
マッコの部下。
ジノ刑事
演 - トム・トドロフ
マッコの部下。
チャン検視官
演 - クライド・クサツ
コールデンが訪れた検視局の検視官。

### 事件関係者
K・ロー
演 - クラプト
H2Oクリック殺害事件の時に、現場で銃撃犯を目撃した人物。H2Oクリックの為に歌詞を書いていた。ビビると失禁する癖がある。
オリビア・ロビドー
演 - グラディス・ナイト、日本語吹替 - 田村聖子
元モータウンの歌手で、K・ローの母親。ギャビランとコールデンに、ハリウッドビジネスの闇を教える。
アントワン・サーティン
演 - イザイア・ワシントン、日本語吹替 - 西凜太朗
H2Oクリックが所属していたサーティンレコードの経営者。不正経理の前科がある。
リロイ・ワズリー
演 - ドワイト・ヨアカム、日本語吹替 - 入江崇史
サーティンのアドバイザーで、元ロス市警の刑事。コールデンの父親が殉職した際、彼とコンビを組んで潜入捜査を行っていた。
ダニー・ブルーム
演 - ジェームズ・マクドナルド
サーティンの部下で警備担当。ロス市警の警官だったが、辞職してサーティンの専属になる。
銃撃犯「Z」
演 - ショーン・ウッズ
クラブでH2Oクリックを銃撃した犯人の一人。
銃撃犯「ジョーカー」
演 - アンソニー・マッキー
クラブでH2Oクリックを銃撃した犯人の一人。

### 主役二人の関係者
ルビー
演 - レナ・オリン、日本語吹替 - 弘中くみ子
ギャビランの恋人。霊能者で、ラジオのDJをやっているセレブ。彼に捜査のヒントを与える。以前マッコと付き合っていた。
クレオ・リカルド
演 - ロリータ・ダヴィドヴィッチ、日本語吹替 - 原奈津季
ホテトルの経営者でギャビランの情報屋。
ジュリアス・アーマス
演 - マスターP、日本語吹替 - 東地宏樹
銃撃事件のあったクラブの経営者。田舎から出てきて一儲けした。予定していた新居がダメになり、ホテル暮らしをしながら600万ドル程度の豪邸を探している。その事を知ったギャビランは、彼に豪邸を仲介しようとする。
ジェリー・デュラン
演 - マーティン・ランドー、日本語吹替 - 村松康雄
ハリウッドの大物プロデューサー。住まいの豪邸を売ろうと考えている。ギャビランはコールデンのセックスフレンドの紹介を経て、72時間の独占交渉権を獲得することに成功。それをジュリアスに売ろうと画策する。またコールデンは自分の演技を見てもらうため、公演のチケットを家に置いた。
シルク・ブラウン
演 - アンドレ・ベンジャミン
コールデンの高校時代の友人で、サーティンレコードに出入りしていた。

### その他
マーティー・ホイーラー
演 - フランク・シナトラ・Jr
タクシー運転手
演 - スモーキー・ロビンソン

### カメオ出演
ロバート・ワグナー
演 - 本人
ジョニー・グラント
演 - 本人
有名人
演 - エリック・アイドル
買春で逮捕された有名人。連行されたハリウッド警察署で、パトロール警官相手に悪足掻きの言い訳をする。